# Lac Península
Le lac Península est un lac d'origine glaciaire situé en Argentine, en Patagonie, dans le département de Río Chico de la province de Santa Cruz. Le lac se trouve au sein du parc national Perito Moreno.

## Géographie
Le lac Península est situé 18 kilomètres au sud du mont San Lorenzo (frontière argentino-chilienne - 3 706 mètres). Il présente trois bras séparés par deux étroits passages. Il se trouve dans une cuvette d'origine glaciaire qu'il partage avec le lac Mogote situé au sud-ouest, en amont. Son émissaire prend naissance à son extrémité sud-est et se dirige vers le lac Volcán distant de 4,3 kilomètres.
Le lac Península fait partie du bassin versant du río Pascua qui se jette au Chili dans l'Océan Pacifique. 

Le lac Península est l'un des maillons d'une chaîne de lacs glaciaires des Andes de Patagonie. Ses eaux se déversent dans le lac Volcán qui alimente le lac Belgrano par l'intermédiaire du río Volcán. Celui-ci communique avec le  lac Azara, lui-même tributaire du lac Nansen. L'émissaire de cette série de lacs est le río Carrera qui se jette dans le río Mayer peu avant le franchissement de la frontière chilienne par ce dernier. Au Chili, le río Mayer se jette dans le bras nord-est du lac San Martín/O'Higgins. Enfin les eaux de cet ensemble lacustre se retrouvent dans l'émissaire de ce dernier lac, le río Pascua.

## Tributaires
- Du côté occidental, il reçoit les eaux du lac Mogote.